# Strzelanina w hrabstwie Geneva (2009)
Masakra w hrabstwie Geneva miała miejsce 10 marca 2009 roku w amerykańskich miejscowościach Geneva oraz Samson, położonych w hrabstwie Geneva w stanie Alabama. W wyniku strzelaniny zginęło 11 osób, w tym również jej sprawca. Wśród ofiar była także rodzina sprawcy, który wcześniej spalił dom swojej matki w mieście Kinston. Początkowo sądzono, że sprawca strzelaniny został zabity w trakcie obławy przeciwko niemu, jednakże późniejsze raporty potwierdziły, że sam targnął się na swoje życie.
Funkcjonariusze policji podali, że sprawca masakry, Michael McLendon, zabił dziesięć osób, członków rodziny, a także przypadkowych ludzi oraz podpalił dom swojej matki, zabijając ją. Rozpoczęta w mieście Samson masakra zakończyła się po tym jak sprawca popełnił samobójstwo.
Masakra rozpoczęła się na stacji w Samson, a następnie przeniosła się na plac dla przyczep kempingowych, gdzie zginęło pięć osób. Reszta ofiar została zastrzelona w sklepie w mieście Geneva. Sprawca ostrzelał także samochody podczas swojego rajdu po autostradzie. Podczas obławy policyjnej sprawca został raniony w ramię.

## Ofiary strzelaniny
1. Bruce Malloy (lat 51)
2. Lisa McLendon (lat 52)
3. Michael McLendon (lat 29)
4. Andrea Myers (lat 31)
5. Corrine Myers (1,5 roku)
6. Sonya Smith (lat 43)
7. James Starling (lat 24)
8. James White (lat 55)
9. Virginia White (lat 74)
10. Dean Wise (lat 15)
11. Tracy Wise (lat 34)